# Klarinetconcert (Finzi)
Gerald Finzi voltooide zijn Klarinetconcert opus 31 in 1949. Hij schreef het concert in principe voor Pauline Juler, maar die brak haar loopbaan als klarinettiste af voor haar huwelijk en kinderen. In plaats daarvan keerde Finzi zich naar Frederic Thurston toe om het concert voor het eerst uit te voeren. Thurston werd begeleid door Finzi, die de strijkers van het London Symphony Orchestra dirigeerde. Het Hereford Three Choirs Festival heeft opdracht gegeven voor het werk en daar werd het dan ook voor het eerst gespeeld in Hereford Cathedral. Tijdens de première was ook een andere componist, Ralph Vaughan Williams en vriend van Finzi, aanwezig. Het is het populairste werk van deze componist, die uiteindelijk maar 40 voltooide werken op zijn naam heeft staan, los van de arrangementen die hij schreef.
Alhoewel het zijn meest gespeelde werk is, is het tevens een werk waar maar weinig over bekend is. Het is, zoals de traditie bepaalde, geschreven in een driedelige opzet met de indeling snel-langzaam-snel:
1. Allegro vigoroso
2. Adagio
3. Rondo – Allegro giocoso.

Deel 1 is de snelle introductie, deel 2 het doordachte deel en deel 3, de finale, grijpt na het rondogedeelte terug naar het begin. De populariteit heeft het waarschijnlijk te danken aan de vrolijkheid en de lichtgetinte begeleiding door alleen een strijkorkest. 
Op de avond van de première werd nog slechts één ander werk uitgevoerd, delen uit de Messiah van Georg Friedrich Händel.

## Discografie
In de loop jaren zijn talloze opnamen verschenen.